# Sercœur
Sercœur ist eine französische Gemeinde mit 224 Einwohnern (Stand 1. Januar 2022) im Département Vosges in der Region Grand Est. Sie gehört zum Arrondissement Épinal und zum Gemeindeverband Agglomération d’Épinal. Die Bewohner nennen sich Sercosien(ne)s.

## Lage
Die Gemeinde Sercœur liegt etwa 13 Kilometer südwestlich von Rambervillers und ca. 15 Kilometer nordöstlich der Departements-Hauptstadt Épinal in flachwelligem Gelände zwischen den Flusstälern von Mosel und Mortagne. Nachbargemeinden von Sercœur sind Padoux im Nordosten, Dompierre im Osten, Aydoilles im Südosten, Vaudéville und Longchamp im Süden, Dignonville im Südwesten sowie Villoncourt im Nordwesten. Durch Sercœur fließt der Durbion, ein Nebenfluss der Mosel. Das nördliche Drittel des 9,18 km² umfassenden Gemeindeareales ist bewaldet (Pimbois). Hier befindet sich mit dem 359 m hohen Haut de Pimbois die höchste Erhebung im sonst nur schwach reliefierten Gemeindeareal.

## Geschichte
Seit gallorömischer Zeit befand sich an der Stelle des heutigen Dorfes eine Furt durch den Durbion auf dem Weg von Remiremont nach Saint-Dié. Remiremont und Saint-Dié waren im 7. Jahrhundert durch ihre Klöster zu Anziehungspunkten geworden. Sercœur, auf halbem Weg zwischen beiden Klöstern gelegen, hieß damals Cercorium. Mit dem Bau einer steinernen Brücke über den Durbion wuchs auch die Bedeutung und Wirtschaftskraft des Dorfes, dessen Name sich über Cercœur zu Sercœur entwickelte. Wie die Nachbardörfer war auch Sercœur Teil der Vogtei in Épinal.
Im März 1436 verwüsteten und brandschatzten marodierende Banden nach dem Überfall auf Épinal auch Sercœur. Dies geschah in einer Zeit eines gewissen Machtvakuums in Lothringen nach der Schlacht von Bulgnéville.
Kirchlich war Sercœur Teil der Diözese von Saint-Dié; während des Ancien Régimes gehörte sie auch zum Dekanat von Épinal. Im 19. Jahrhundert war die Pfarrei Sercœur eine Filiale der Kirche in Châtel-sur-Moselle.
Mit der Bildung der Gemeinden kam Sercœur 1793 zunächst zum Kanton Longchamp.

### Bevölkerungsentwicklung
| Jahr      | 1962 | 1968 | 1975 | 1982 | 1990 | 1999 | 2006 | 2015 | 2022 |
| Einwohner | 176  | 172  | 186  | 254  | 308  | 272  | 275  | 186  | 224  |

Im Jahr 1990 wurde mit 308 Bewohnern die bisher höchste Einwohnerzahl ermittelt. Die Zahlen basieren auf den Daten von cassini.ehess und INSEE.

## Sehenswürdigkeiten
- Kreuzerhöhungskirche (Église de l'Exaltation-de-la-Sainte-Croix)
- Friedhofskreuz aus dem 16. Jahrhundert, als Monument historique ausgewiesen[5]

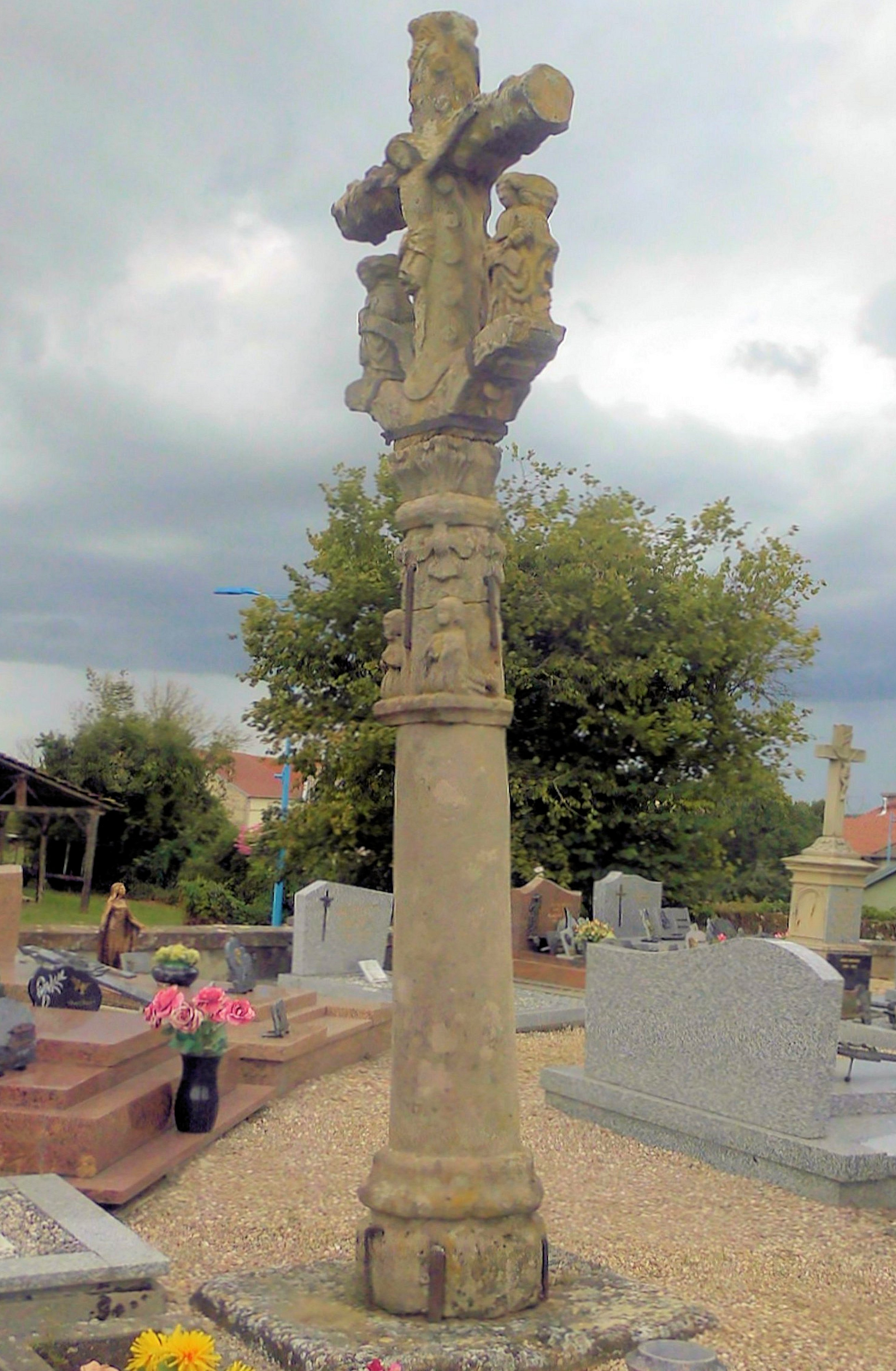
Friedhofskreuz aus dem 16. Jahrhundert

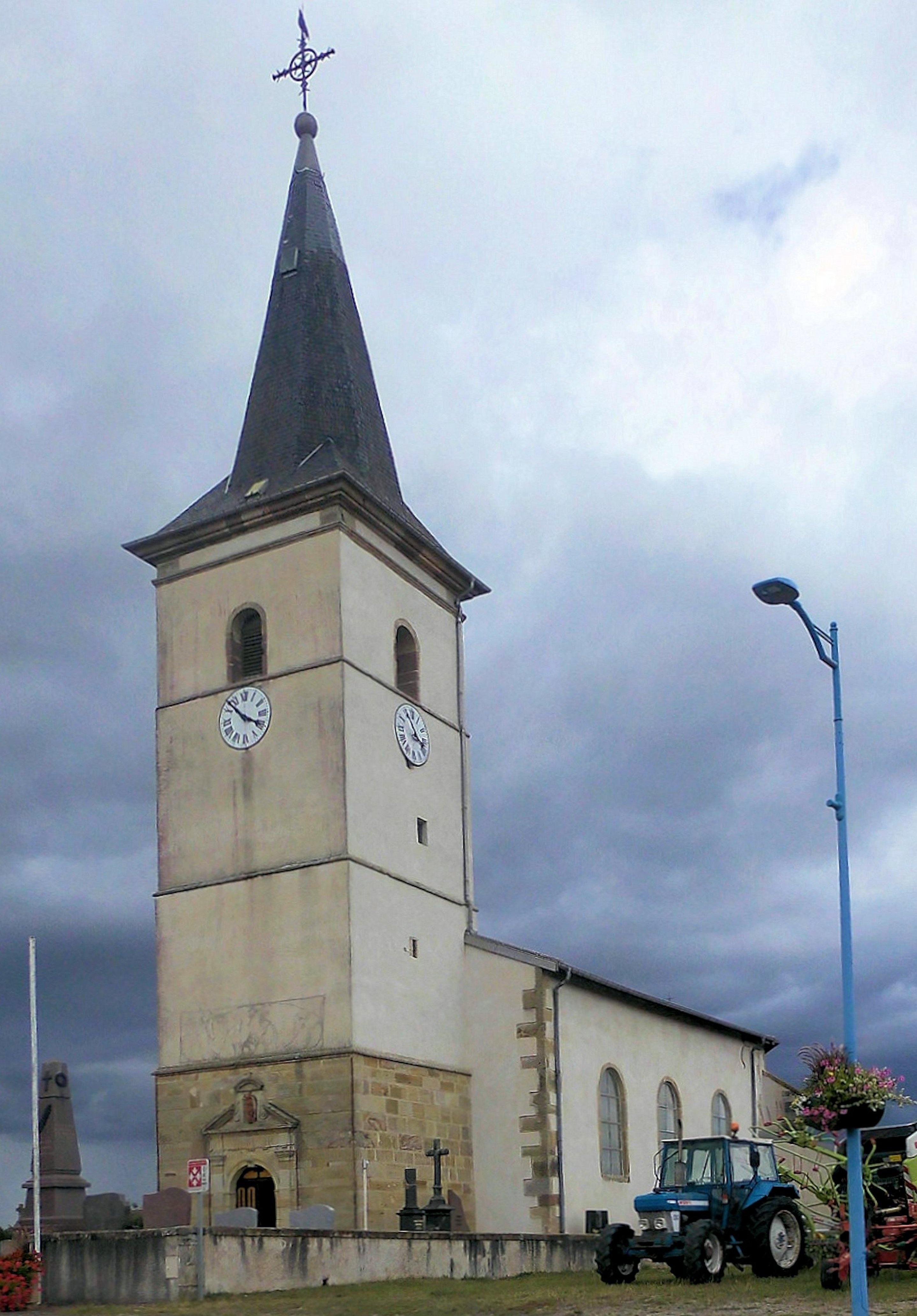
Kreuzerhöhungskirche in Sercœur

## Wirtschaft und Infrastruktur
Sercœur ist bäuerlich geprägt. Es gibt sieben landwirtschaftliche Betriebe in der Gemeinde mit dem Hauptaugenmerk auf Milchviehwirtschaft. Daneben gibt es kleine Handwerks- und Dienstleistungsbetriebe (u. a. Autowerkstatt). Ein Teil der Bewohner pendelt in die Industriegebiete an der Mosel (Thaon-les-Vosges, Golbey, Épinal).
Sercœur liegt an der Fernstraße, die Épinal im Moseltal mit Rambervillers und Baccarat verbindet. Weitere Straßenverbindungen führen von Sercœur nach Châtel-sur-Moselle, Girecourt-sur-Durbion, Dignonville und Vaudéville. Der nächste Anschluss an die autobahnähnlich ausgebaute RN 57 befindet sich in einer Entfernung von ungefähr zehn Kilometern.

## Belege
1. ↑  Auszüge aus „Notice des Duchés de Lorraine, de Bar et de Luxembourg“ auf books.google.de (französisch)
2. ↑  Sercœur auf vosges-archives.fr (Memento des Originals vom 4. März 2016 im Internet Archive)  Info: Der Archivlink wurde automatisch eingesetzt und noch nicht geprüft. Bitte prüfe Original- und Archivlink gemäß Anleitung und entferne dann diesen Hinweis. (französisch)
3. ↑  Sercœur auf cassini.ehess
4. ↑  Sercœur auf insee.fr
5. ↑  Croix de cimetière in der Base Mérimée des französischen Kulturministeriums (französisch)
6. ↑  Landwirtschaftsbetriebe auf annuaire-mairie.fr (französisch)